# Tomasz Kriezel
Tomasz Kriezel (ur. 5 listopada 1993) – polski futsalista, piłkarz plażowy, zawodnik z pola, obecnie występuje w Constract Lubawa, reprezentant Polski i były kapitan reprezentacji Polski U-21, uczestnik UEFA Futsal EURO 2018.

## Kariera klubowa
Tomasz Kriezel w wieku dziewięciu rozpoczął swoje występy w juniorskiej drużynie Borowiaka Czersk. Dalszy ciąg kariery to występy w młodzieżowej drużynie Red Devils Chojnice. W 2010 r. został włączony do pierwszej drużyny Red Devils i 29 października tego roku zadebiutował w meczu przeciwko Grembachowi Zgierz w rozgrywkach Futsal Ekstraklasy. W sezonie 2012/2013 wywalczył z Red Devils wicemistrzostwo Polski. Łącznie w barwach Red Devils do zakończenia sezonu 2012/2013 w oficjalnych meczach strzelił 25. bramek. W sezonie 2013/2014 był wypożyczony do AZS UG Gdańsk. Sezon później z Red Devils dotarł do półfinału Pucharu Polski, w którym jego drużyna przegrała 2:4 z Rekordem Bielsko-Biała. Wraz z drużyną z Chojnic zawodnik bierze udział w rozgrywkach I ligi oraz w Pucharze Polski w piłce nożnej plażowej. Z Red Devils Chojnice w sezonie 2015/16 wywalczył Puchar Polski oraz został nagrodzony tytułem MVP turnieju finałowego. W sezonie 2016/17 ponownie zdecydował się na grę w barwach AZS UG Gdańsk, z gdańszczanami w Ekstraklasie zajął 10 miejsce które skutkowało grą w barażach. W latach 2017–2020 podpisał zawodnik FC Toruń, z którym zdobył wicemistrzostwo Polski. Przed sezonem 2020/2021 został zawodnikiem Constractu Lubawa.

## Kariera reprezentacyjna
Kriezel jest kapitanem reprezentacji Polski U-21 w futsalu. Został powołany do tej reprezentacji w 2011 na Turniej Trzech Państw i w swoim debiucie przeciwko reprezentantom Litwy strzelił swoją pierwszą bramkę w barwach narodowych, a reprezentacja Polski U-21 wygrała ten turniej. W 2012 zagrał w towarzyskim dwumeczu reprezentacji U-19 przeciwko reprezentacji Ukrainy, jednak znajdował się w tej reprezentacji w 2010 i 2011 w meczach przeciwko drużynom klubowym. W 2013 został powołany przez selekcjonera reprezentacji Polski Klaudiusza Hirscha na towarzyski dwumecz przeciwko reprezentacji Ukrainy.

### Mecze w reprezentacji U-19
| l.p. | Data          | Przeciwnik   | Rezultat | Rozgrywki  | Uwagi |
| ---- | ------------- | ------------ | -------- | ---------- | ----- |
| 1.   | 26 marca 2012 | Ukraina U-19 | 0-1      | towarzyski |       |
| 2.   | 27 marca 2012 | Ukraina U-19 | 2-3      | towarzyski |       |

### Mecze w reprezentacji U-21
| l.p. | Data                 | Przeciwnik    | Rezultat | Rozgrywki                     | Uwagi                 |
| ---- | -------------------- | ------------- | -------- | ----------------------------- | --------------------- |
| 1.   | 25 maja 2011         | Litwa U-21    | 9-5      | Turniej Trzech Państw         | Gol                   |
| 2.   | 26 maja 2011         | Białoruś U-21 | 4-3      | Turniej Trzech Państw         |                       |
| 3.   | 2 września 2011      | Węgry U-21    | 2-0      | Turniej Państw Wyszehradzkich |                       |
| 4.   | 3 września 2011      | Słowacja U-21 | 1-8      | Turniej Państw Wyszehradzkich |                       |
| 5.   | 4 września 2011      | Czechy U-21   | 3-2      | Turniej Państw Wyszehradzkich |                       |
| 6.   | 24 stycznia 2012     | Włochy U-21   | 2-2      | towarzyski                    |                       |
| 7.   | 25 stycznia 2012     | Włochy U-21   | 2-4      | towarzyski                    |                       |
| 8.   | 28 lutego 2012       | Francja U-21  | 3-0      | towarzyski                    |                       |
| 9.   | 29 lutego 2012       | Francja U-21  | 8-0      | towarzyski                    | Gol · Gol · Gol · Gol |
| 10.  | 28 września 2012     | Węgry U-21    | 2-1      | Turniej Państw Wyszehradzkich |                       |
| 11.  | 29 września 2012     | Słowacja U-21 | 2-1      | Turniej Państw Wyszehradzkich |                       |
| 12.  | 30 września 2012     | Czechy U-21   | 1-4      | Turniej Państw Wyszehradzkich |                       |
| 13.  | 9 października 2012  | Włochy U-21   | 3-1      | towarzyski                    |                       |
| 14.  | 10 października 2012 | Włochy U-21   | 0-4      | towarzyski                    |                       |
| 15.  | 20 maja 2013         | Mołdawia U-21 | 6-1      | towarzyski                    |                       |
| 16.  | 21 maja 2013         | Mołdawia U-21 | 3-1      | towarzyski                    | Gol                   |
| 17.  | 15 września 2014     | Czechy U-21   | 4-0      | Turniej Państw Wyszehradzkich |                       |
| 18.  | 16 września 2014     | Słowacja U-21 | 3-2      | Turniej Państw Wyszehradzkich | Gol                   |
| 19.  | 17 września 2014     | Węgry U-21    | 6-4      | Turniej Państw Wyszehradzkich | Gol                   |
| 20.  | 30 listopada 2014    | Belgia U-21   | 4-0      | towarzyski                    | Gol                   |
| 21.  | 1 grudnia 2014       | Belgia U-21   | 3-1      | towarzyski                    | Gol                   |

### Mecze w reprezentacji Polski
| l.p. | Data                 | Przeciwnik        | Rezultat | Rozgrywki               | Uwagi |
| ---- | -------------------- | ----------------- | -------- | ----------------------- | ----- |
| 1.   | 10 lutego 2013       | Ukraina           | 0-3      | towarzyski              |       |
| 2.   | 9 lutego 2013        | Ukraina           | 2-6      | towarzyski              |       |
| 3.   | 6 czerwca 2013       | Malezja           | 6-1      | Turniej Czterech Państw | Gol   |
| 4.   | 7 czerwca 2013       | Anglia            | 2-1      | Turniej Czterech Państw |       |
| 5.   | 9 czerwca 2013       | Stany Zjednoczone | 2-4      | Turniej Czterech Państw |       |
| 6.   | 29 października 2013 | Słowenia          | 2-2      | towarzyski              |       |
| 7.   | 30 października 2013 | Słowenia          | 1-5      | towarzyski              |       |
| 8.   | 4 stycznia 2015      | Estonia           | 6-1      | Turniej Czterech Państw |       |
| 9.   | 7 stycznia 2015      | Macedonia         | 3-2      | Turniej Czterech Państw |       |